# Лавров Микола Григорович
Микола Григорович Лавров; 8 квітня 1944, Ленінград, Російська РФСР, СРСР — 12 серпня 2000, Санкт-Петербург, Росія) — радянський і російський актор театру і кіно . Заслужений артист РРФСР (1984).

## Біографія
Народився 8 квітня 1944 року в Ленінграді. Служив в армії (1963—1966).
У 1973 році закінчив факультет Ленінградського державного інституту театру, музики і кінематографії (режисерський факультет, курс Зіновія Корогодського).
Грав у виставах Ленінградського ТЮГу, з 1973 року служив в Малому драматичному театрі. У кіно дебютував у фільмі «Справи давно минулих днів…» у 1972 році.
Актор помер вночі 12 серпня 2000 року від обширного інфаркту. Похований на Літераторських мостках в Санкт-Петербурзі.

## Родина
Син — Федір Лавров, актор .
Внучка — Глафіра Лаврова, актриса БДТ ім. Г. О. Товстоногова.
Син — Григорій Лавров, директор каналів Discovery Networks в Росії і Північно-Східній Європі.

## Визнання і нагороди
- Заслужений артист РРФСР (1 жовтня 1984)
- Лауреат Державної премії СРСР (1986)[2]

## Творчість

### Фільмографія
1. 1972 — Справи давно минулих днів —  Індустріальний
2. 1972 — Принц і жебрак —  «Крокодил»
3. 1973 — Солоний пес —  Сисоєв
4. 1974 — Іван та Марія —  Соловей-розбійник
5. 1975 — Щоденник директора школи —  Олег Павлович
6. 1976 — Принцеса на горошині —  художник
7. 1978 — Артем —  винахідник Абаковський
8. 1979 — Старшина —  Хижняк
9. 1980 — Крутий поворот —  слідчий
10. 1980 — На березі великої ріки —  Радов Денис, місцевий водій вантажівки — «ковбой»
11. 1980 — Нікудишня —  Валера Тихонов, сільський родич
12. 1981 — Дівчина і Гранд —  Майкл Сміт
13. 1981 — Тричі про кохання —  дільничний
14. 1982 — Без видимих причин —  Кузнецов
15. 1982 — Будинок —  Михайло Пряслин
16. 1984 — Кожен десятий —  епізод
17. 1984 — Заповіт професора Доуеля —  інспектор Бакстер
18. 1984 — Милий, любий, коханий, єдиний... —  Сева
19. 1985 — Одиночне плавання —  сержант Едді Гріффіт
20. 1985 — Снігуроньку викликали? —  Петро Іванович, режисер в театрі
21. 1985 — Софія Ковалевська
22. 1986 — Дитячий майданчик —  Марат Павлович
23. 1986 — Лівша —  Чорний джентльмен
24. 1986 — Перший хлопець —  інструктор райкому
25. 1986 — Тихе наслідок —  слідчий Гуров
26. 1987 — Острів загиблих кораблів —  шериф Симпкінс
27. 1989 — Кончина —  Матвій Студьонкін
28. 1989 — Руанська діва на прізвисько Пампушка —  бюргер
29. 1989 — Це було біля моря —  батько Ілони (епізод)
30. 1990 — Микола Вавилов —  Олег Петрович
31. 1990 — Шоколадний бунт
32. 1991 — Молода Катерина —  доктор
33. 1991 — Щасливі дні —  Сергій Сергійович
34. 1992 — Погана прикмета (короткометражний) —  командир Літтлджон, пілот
35. 1992 — Рекет —  генерал Бармін
36. 1992 — Дивні чоловіки Семенової Катерини —  Сеня
37. 1993 — Прокляття Дюран —  Де Трей
38. 1994 — Полювання —  Опікун
39. 1997 — Упир —  винищувач вампірів
40. 1998 — Дух
41. 1998 — Квіти календули —  Русецький
42. 1998 — Вулиці розбитих ліхтарів (Серія № 25 і 26 «Справа № 1999») —  продюсер Армен Карабанов молодший
43. 1999 —  2000 — Агент національної безпеки (Серії «Світло істини», «Легіон», «Клуб „Аліса“») —  Віктор Сурков, він же Бабак, він же Хайнц Штусек
44. 2000 — Каменська (серія «Не заважайте катові») —  генерал Мінаєв
45. 2000 — Марш Турецького-1. Серія «Небезпечно для життя» —  слідчий
46. 2000 — Убивча сила-1 —  Аркадій Вікторович Боголєпов

### Кліпи
1. 1987 — Телевізор — Твой папа — фашист